# Vazimba
Vazimba (vaˈʒimbə̥ in Malagasy) waren, nach dem Volksglauben, die ersten Einwohner von Madagaskar. Während die Aussagen über die physische Erscheinung der Vazimba regionalen Variationen unterliegen, werden sie generell als klein von Statur beschrieben. Einige Wissenschaftler spekulieren daher, dass es sich um Pygmäen handeln könnte. Eine Einwanderung aus den Inseln des heutigen Indonesien in der Zeitspanne zwischen 350 v.C.–500 n.C. wird vermutet. Wissenschaftliche Funde bestätigen die erste Ankunft und in der Folge eine Zunahme an Siedlungen auf der Insel in dieser Periode, aber die Pygmäen-Theorie hat sich bisher nicht beweisen lassen. Geschichten über die Vazimba bilden ein bedeutendes Element in der kulturellen Geschichte und kollektiven Identität der Madegassen. Sie spannen sich zwischen historischen und übernatürlichen Geschichten und sind Grundlage für diverse Vorstellungen und Praktiken. Es gibt Analogien in einigen anderen austronesischen Kulturen, inklusive der Menehune in Hawaii.

## Geschichte

### Erste Siedler in Madagaskar
Die Theorien um die ursprüngliche Besiedlung von Madagaskar durch ozeanfahrende Entdecker aus den Regionen des heutigen Indonesien, inklusive der genauen Zeit und der Art dieser Kolonisierung, werden noch immer ausgiebig diskutiert.
Manche Historiker vermuten, dass es mehrere frühe Besiedlungswellen in Madagaskar gegeben hat. Demnach kamen die Siedler aus der Region von Südost-Asien und sprachen eine gemeinsame Sprache und teilten eine gemeinsame Kultur. Als die zweite Besiedlungswelle anlandete, fanden die Siedler die Insel spärlich besiedelt mit Nachkommen der ersten Siedler, deren Kultur und Sitten relativ primitiv waren, weil sie Jahrhunderte von Anpassung an das Land in totaler Isolation und ohne jegliche Bedrohungen von außen erlebt hatten. Nach landläufiger Meinung besaßen die Vazimba keine Kenntnisse von Metallurgie oder Reisanbau und benutzten Waffen aus Ton. Danach wanderten Bantu-sprechende Siedler aus Ostafrika auf die Insel ein und brachten ihre Zebu-Kultur mit. Die Vazimba, die mit ihnen Rinder hüteten, sollen selbst kein Zebu-Fleisch gegessen haben. Wenn die Theorie der mehrfachen Besiedlungswellen richtig ist, würde die indigene (erste Welle) der Besiedlung, welcher die technologisch fortgeschritteneren Siedler der zweiten Welle bei ihrer Ankunft in Madagaskar begegnet wären, die historische Grundlage für Geschichten über die primitive Natur der Vazimba-Gesellschaften liefern.
Archäologische Forschung und mündliche Überlieferungen haben einige Hinweise darauf geliefert, wie diese frühen Einwohner des Hochlands gelebt haben könnten. In diesen alten tropischen Hochlandwäldern praktizierten die Vazimba „Tavy“ (Swidden, Brandrodung), um das Land für den Anbau von Bananen, Knollen, Ingwer und anderen Grundnahrungsmitteln urbar zu machen. Sie sammelten Honig, Früchte und essbare Samen und jagten Kleinwild in den Wäldern. Als die Bevölkerung zunahm, wurden Dörfer gegründet und von Häuptlingen und späteren Königen regiert. Es wird angenommen, dass Herrscher ihre Haare mit einem lokalen Pilz gerötet haben. Die Assoziation der Farbe Rot mit Königen findet sich bis heute in vielen Teilen Madagaskars.
Mündliche Überlieferung klassifiziert die Vazimba nach den Teilen der Insel, in denen sie sich vermutlich niedergelassen hatten. Die vazimba andrano („Vazimba vom Wasser“") siedelten entlang der Flüsse und Seen. Die vazimba antety („Vazimba von Erde“) galten als die häufigsten und sammelten sich angeblich rund um das Tal von Betsiriry im zentralen Hochland. Die vazimba antsingy („Vazimba vom Tsingy“) lebten in den Höhlen rund um die Kalkstein-Formationen (tsingy) von Bemaraha in West-Madagaskar und ihnen wurde nachgesagt, dass sie Früchte und andere Waldprodukte für ihren Lebensunterhalt erbeuteten.

### Historischer Aufstieg und Verschwinden
Die erste Periode der mündlichen Überlieferung im Malagasy ist bekannt als die Vazimba-Periode (faha vazimba). Diese beginnt mit der anfänglichen Besiedlung der Insel durch die Vazimba und der Gründung von Königreichen – oft regiert von Königinnen – in der zentralen Hochlandregion von Madagaskar. Einigen Berichten zufolge hieß der erste Vazimba-Fürst im zentralen Hochland „Andriandravindravina“. Die zweite Periode der mündlichen Überlieferung über das Hochland beginnt mit der Eroberung des Vazimba-Hochland-Königreichs durch Fürsten der Merina. In der Folge wurde das Gebiet und Königreich ihnen zu Ehren als Imerina benannt. Andriamanelo (1540–1575), welcher aufgrund seiner Vorfahren, Königin Rangita und Königin Rafohy, offenbar selbst teilweise eine Vazimba-Abstammung hatte, soll zusammen mit seinen Nachfolgern Ralambo und Andrianjaka die Vazimba erfolgreich aus dem Hochland in den Westteil des Landes vertrieben haben.
Es wird allgemein angenommen, dass die letzten Vazimba während der Herrschaft von Andrianjaka (1610–1630) vernichtet wurden. Jean-Pierre Domenichini lehnte jedoch die Geschichten über das charakteristische Erscheinungsbild der Vazimba ab und stellte die Theorie auf, dass der Begriff Vazimba eher eine Aussage über kulturelle als ethnische Unterschiede gewesen sein könnte und, dass die Vazimba nicht ausgestorben sind, sondern stattdessen möglicherweise einfach in der überlegenen Merina-Kultur aufgegangen sind. Die mündliche Überlieferung vieler Merina- und Betsileo-Familien spricht von Mischehen zwischen Merina- und Vazimba-Vorfahren und einige Madagassen spekulieren, dass die Jäger-Sammler-Völker der Mikea und Vezo, die an der Küste von West- und Südmadagaskar konzentriert sind, von Vazimba abstammen könnten.

## Legenden
Es gibt viele Legenden und Geschichten, die sich auf Vazimba-Figuren beziehen. Zum Beispiel wird von einer Vazimba-Frau namens „Ramboamana“ und dem Mann „Ramboabesofy“ erzählt, die als „Tompon-tany“ (Herren des Landes) bezeichnet werden – die frühesten Einwohner Madagaskars, die sich in der Region Ankavandra niederließen. Das Paar hatte zwei Söhne namens „Rangoromana“ und „Zafihisoky“, die der Legende nach die ersten waren, die Zebus auf die Insel brachten.
Einige Merina führen ihre Genealogie auf einen Mann namens „Ndrenavoavo“ oder seine Schwester „Pelamana“ zurück, die laut mündlicher Überlieferung die allerersten Nicht-Vazimba (das heißt Siedler der zweiten Welle) waren, die nach Madagaskar kamen. Man sagt, dass sie in einem Wald in der Nähe von Tsirendresaka begraben worden waren. Es heißt ihr Grab sei von allen Vazimba von Betsiriry verehrt worden, und im Gegenzug befolgen die Leute von Tsirendresaka ein Fady (Tabu), welches das Töten von Zebus verbietet, in Verehrung für die Vazimba und ihre Tradition, Vieh zu hüten, ohne es zu verzehren.
In Madagaskar behauptet der Volksglaube heute, dass die Vazimba möglicherweise überhaupt keine Menschen gewesen seien, sondern Monster oder bösartige Geister, welche natürliche Orte wie Flüsse, Felsbrocken oder Schluchten heimsuchen. Es gibt die Überlieferung, dass es bei den Vazimba üblich gewesen sei, die Toten in bestimmten Sümpfen oder anderen Gewässern zu versenken. Diese Gebiete gelten als heilig und werden teilweise zu Wallfahrts- und Opferstätten. Die Vazimba werden oft als kleiner als die durchschnittliche Menschen angesehen, und entweder ziemlich blass oder sehr dunkel beschrieben. Monströsere Beschreibungen von Vazimba sprechen von einem unnatürlich verlängerten Gesicht mit großen Lippen, die fangartige Zähne verbergen. In Legenden heißt es, dass sie es nicht ertragen können, Gegenstände zu berühren, die mit Salz in Kontakt gekommen sind, und es ist verboten, Knoblauch oder Schweinefleisch in ein Gebiet zu bringen, von dem angenommen wird, dass sich dort ein Vazimba-Grab befindet.